# Coche blindado Tucker

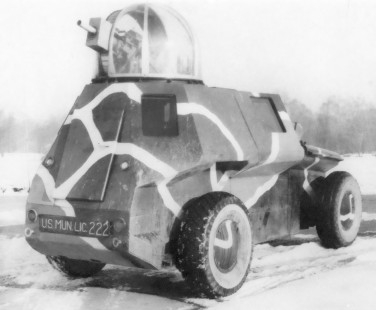

Entre las iniciativas del industrialista estadounidense Preston Tucker, durante la Segunda Guerra Mundial, se encontraba el vehículo blindado Tucker (también conocido en inglés como Tucker Tiger Tank, si bien, no era un tanque). 
Se probaron algunos prototipos del vehículo blindado que contaba con una más que generosa alta velocidad por aquellos años, pero no se encargó ningún modelo funcional y operativo.  Fue diseñado con un motor V12 muy potente, por lo que podía viajar a 114 millas por hora (183,5 km/h) en carretera y 78 millas por hora (125,5 km/h) fuera de carretera.  EL mismo fue concebido con un cañón antiaéreo como armamento primario de 37 milímetros (1,5 plg) capaz de disparar 120 disparos por minuto, el cual estaba montado en una torreta esférica de estilo aeronáutico.  La torreta se habría complementado con ametralladoras montadas en el casco de los vehículos. El vehículo fue promocionado como tan rápido que podría perseguir aviones, lo que le permitiría impactarles con más balas que las baterías (artillería) o vehículos mucho más lentos.
Mucho después de la guerra, cuando Tucker se enfrentó a la Comisión de Bolsa y Valores, los agentes de prensa de Tucker produjeron una película a todo color (con lo costoso que era por aquellos años) de media hora titulada Tucker: The Man and His Car, diseñada para impresionar a los miembros de la Comisión.  Esta película implicaba que el vehículo blindado Tucker y la torreta Tucker (que nunca llegaron a ser armas operativas) habían sido importantes en la Segunda Guerra Mundial. Los abogados Steve Lehto y Jay Leno, quienes trabajaron para desacreditar ideas erróneas sobre la carrera de Tucker y su importancia durante la Segunda Guerra Mundial, atribuyen estas ideas erróneas a la película promocional de Tucker.